# Tân truyền thuyết Hầu Vương
Tân truyền thuyết Hầu Vương (tên tiếng Anh: The New Legends of Monkey) là loạt phim truyền hình Úc-New Zealand dựa trên bộ phim Saiyūki (tên tiếng Anh: Monkey) của Nhật Bản sản xuất năm 1978 và nhận được nhiều sự hưởng ứng từ các nước New Zealand, Úc, Anh và Nam Phi. Và bộ phim Nhật Bản này được dựa trên cuốn tiểu thuyết thế kỷ 16 Trung Quốc - Tây du ký của Ngô Thừa Ân. Phim là sự hợp tác sản xuất giữa hãng Australian Broadcasting Corporation, TVNZ của New Zealand và Netflix.
Mùa đầu tiên của phim có 10 tập, được công chiếu lần đầu trên kênh truyền hình ABC Me của hãng Australian Broadcasting Corporation vào ngày 28 tháng 1, 2018, và sau đó được phát sóng trên Netflix vào ngày 28 tháng 4 cùng năm. Mùa thứ hai của phim cũng bao gồm 10 tập và được chiếu trên nền tảng trực tuyến Netflix vào ngày 7 tháng 8, 2020.

## Nội dung

### Phần 1
Câu chuyện bắt đầu khi các vị thần biến mất và trần gian bị cai trị bởi lũ quỷ tàn độc. Một vị Học giả đã đứng lên tạo nên một kế hoạch để giải cứu nhân loại. Ông triệu tập Tripitaka và giao nhiệm vụ cho Tripitaka lên đường giải thoát Monkey đang bị giam cầm trong một ngọn núi, đồng thời tập hợp hai vị thần Pigsy và Sandy lại để cùng nhau đi tìm bảy cuốn Chân kinh đang bị lưu lạc khắp nơi. Kế hoạch chưa kịp bắt đầu thì Học giả và cả Tripitaka đều bị sát hại bởi lũ quỷ. Trước tình cảnh đó, con gái nuôi của Học giả bất đắc dĩ phải mang danh Tripitaka để tiếp tục công cuộc giải cứu thế giới. Phần 1 là hành trình của bộ tứ ngăn chặn âm mưu của tên ác quỷ Daveri cùng với đồng bọn của hắn để giành lấy cuốn Chân kinh Bất tử.

### Phần 2
Sau các sự kiện của phần 1, Tripitaka cùng Monkey, Pigsy và Sandy tiếp tục hành trình để đi tìm kiếm sáu quyển Chân kinh còn lại. Lúc bấy giờ, một đội quân quỷ bao gồm các tướng lĩnh quỷ độc ác với kẻ đứng đầu là Gorm – một tên quỷ có siêu sức mạnh cũng đã được tập hợp tại Ngôi đền Đổ vỡ. Phần 2 kết thúc khi Tripitaka cùng những người bạn đã thành công lấy được hai quyển Chân kinh Tri thức và Chân kinh Sáng tạo cũng khi tiêu diệt được đoàn quân quỷ. Đồng thời, Nữ quỷ vương Hakuru cũng đã được hồi sinh một lần nữa.

## Diễn viên

### Nhân vật chính
- Chai Hansen vai Hầu vương Monkey (Tôn Ngộ Không / Sūn Wùkōng / 孫悟空)
- Luciane Buchanan vai Tripitaka (Đường Tam Tạng / Táng Sānzàng / 唐三藏)
- Josh Thomson vai Pigsy (Trư Bát Giới / Zhū Bàjiè / 猪八戒)
- Emilie Cocquerel vai Sandy (Sa Tăng / Shā Wùjìng / 沙悟浄)

### Nhân vật phụ
- Jarred Blakiston vai Quỷ Font (mùa 1)
- Josh McKenzie vai Davari (mùa 1)
- Jordan Mooney vai Raxion (mùa 1)
- Daniel Watterson vai Shaman (mùa 1)
- Bryony Skillington vai Công chúa Locke (mùa 1)
- Chelsie Preston Crayford vai Gwen (mùa 1)
- Rachel House vai Monica / Nữ quỷ vương Haruku (mùa 1-2)
- Jayden Daniels vai Gaxin (mùa 1-2)
- Atticus Iti vai Kaedo Zef (mùa 2)
- Michelle Ang vai Tướng Khan (mùa 2)
- Fasitua Amosa vai Dreglon (mùa 2)
- Simon Prast vai Hagfish (mùa 2)
- Tawanda Manyimo vai Gorm (mùa 2)
- Natasha Daniel vai Mothrax (mùa 2)
- Katherine Kennard vai Mycelia (mùa 2)

## Tập phim
| Mùa | Mùa | Số tập | Số tập | Phát hành gốc       | Phát hành gốc      |
| Mùa | Mùa | Số tập | Số tập | Phát hành lần đầu   | Phát hành lần cuối |
| --- | --- | ------ | ------ | ------------------- | ------------------ |
|     | 1   | 10     | 10     | 28 tháng 1 năm 2018 | 4 tháng 2 năm 2018 |
|     | 2   | 10     | 10     | 7 tháng 8 năm 2020  | 7 tháng 8 năm 2020 |

### Mùa 1 (2018)
| TT. tổng thể | TT. trong mùa phim | Tiêu đề                         | Đạo diễn         | Biên kịch                      | Ngày phát hành gốc  |
| ------------ | ------------------ | ------------------------------- | ---------------- | ------------------------------ | ------------------- |
| 1            | 1                  | "Không nguôi hy vọng"           | Gerard Johnstone | Jacquelin Perske               | 28 tháng 1 năm 2018 |
| 2            | 2                  | "Bên bờ hư không"               | Gerard Johnstone | Jacquelin Perske               | 28 tháng 1 năm 2018 |
| 3            | 3                  | "Hành trình bắt đầu"            | Gerard Johnstone | Jacquelin Perske               | 28 tháng 1 năm 2018 |
| 4            | 4                  | "Tôn Ngộ Không tái xuất"        | Gerard Johnstone | Craig Irvin & Jacquelin Perske | 29 tháng 1 năm 2018 |
| 5            | 5                  | "Vùng đất ảo giác"              | Craig Irvin      | Craig Irvin                    | 30 tháng 1 năm 2018 |
| 6            | 6                  | "Đội kim cô khó thành đế vương" | Craig Irvin      | Jacquelin Perske               | 31 tháng 1 năm 2018 |
| 7            | 7                  | "Cho đến khi chúng ta gặp nhau" | Gerard Johnstone | Craig Irvin                    | 1 tháng 2 năm 2018  |
| 8            | 8                  | "Phần hồn còn thiếu"            | Gerard Johnstone | Samantha Strauss               | 2 tháng 2 năm 2018  |
| 9            | 9                  | "Tìm kiếm Đường Tam Tạng"       | Craig Irvin      | Craig Irvin                    | 3 tháng 2 năm 2018  |
| 10           | 10                 | "Anh hùng cứu thế"              | Craig Irvin      | Jacquelin Perske               | 4 tháng 2 năm 2018  |

### Mùa 2 (2020)
| TT. tổng thể | TT. trong mùa phim | Tiêu đề                                | Đạo diễn         | Biên kịch             | Ngày phát sóng gốc  |
| ------------ | ------------------ | -------------------------------------- | ---------------- | --------------------- | ------------------- |
| 11           | 1                  | "Nghĩa địa của các tiên"               | Peter Andrikidis | Christiaan Van Vuuren | 7 tháng 8 năm 2020  |
| 12           | 2                  | "Hành trình đi tìm Tri thức"           | Peter Andrikidis | Connor Van Vuuren     | 7 tháng 8 năm 2020  |
| 13           | 3                  | "Ngôi làng của những đứa trẻ mất tích" | Peter Andrikidis | Jane Allen            | 7 tháng 8 năm 2020  |
| 14           | 4                  | "Bậc thầy múa rối"                     | Peter Andrikidis | Craig Irvin           | 7 tháng 8 năm 2020  |
| 15           | 5                  | "Đi tìm thiên đường"                   | Thomas Robins    | Greg Waters           | 7 tháng 8 năm 2020  |
| 16           | 6                  | "Đấu sĩ"                               | Thomas Robins    | Jane Allen            | 7 tháng 8 năm 2020. |
| 17           | 7                  | "Vua đầu bếp"                          | Thomas Robins    | Craig Irvin           | 7 tháng 8 năm 2020  |
| 18           | 8                  | "Đường Tam Tạng đích thực"             | Thomas Robins    | Greg Waters           | 7 tháng 8 năm 2020  |
| 19           | 9                  | "Lưới nhện"                            | Thomas Robins    | Connor Van Vuuren     | 7 tháng 8 năm 2020  |
| 20           | 10                 | "Đối đầu với Ngộ Không Bóng tối"       | Peter Andrikidis | Christiaan Van Vuuren | 7 tháng 8 năm 2020  |

## Giải thưởng và đề cử
| Lễ trao giải                                            | Hạng mục                                                              | Người được đề cử                          | Kết quả     | Ghi chú |
| ------------------------------------------------------- | --------------------------------------------------------------------- | ----------------------------------------- | ----------- | ------- |
| Giải New Zealand Television 2018                        | Chương trình dành cho thiếu nhi xuất sắc nhất                         | Tân truyền thuyết Hầu Vương               | Đề cử       |         |
| Giải New Zealand Television 2018                        | Quay phim xuất sắc nhất                                               | DJ Stipsen                                | Đề cử       |         |
| Giải New Zealand Television 2018                        | Nhạc phim xuất sắc nhất                                               | Peter van der Fluit                       | Đề cử       |         |
| Giải New Zealand Television 2018                        | Thiết kế trang phục xuất sắc nhất                                     | Liz McGregor                              | Đề cử       |         |
| Giải New Zealand Television 2018                        | Trang điểm xuất sắc nhất                                              | Susie Glass, Jacqueline Leung, Joe Whelan | Chiến thắng |         |
| Giải AACTA lần thứ 8                                    | Chương trình dành cho thiếu nhi xuất sắc nhất                         | Tân truyền thuyết Hầu Vương               | Đề cử       |         |
| Giải AACTA lần thứ 8                                    | Thiết kế trang phục phim truyền hình xuất sắc nhất                    | Liz McGregor                              | Đề cử       |         |
| Giải Annual Screen Producers Australia (SPA) lần thứ 18 | Sản xuất chương trình dành cho thiếu nhi của năm                      | Tân truyền thuyết Hầu Vương               | Đề cử       |         |
| Giải Daytime Creative Arts Emmy lần thứ 46              | Quay phim xuất sắc nhất                                               | DJ Stipsen                                | Đề cử       |         |
| Giải Daytime Creative Arts Emmy lần thứ 46              | Hòa âm xuất sắc nhất                                                  | Tân truyền thuyết Hầu Vương               | Đề cử       |         |
| Giải Daytime Creative Arts Emmy lần thứ 46              | Biên tập âm xuất sắc nhất cho phim người đóng                         | Tân truyền thuyết Hầu Vương               | Đề cử       |         |
| Giải Daytime Creative Arts Emmy lần thứ 46              | Thiết kế trang phục/phong cách xuất sắc nhất                          | Liz McGregor                              | Chiến thắng |         |
| Giải Daytime Emmy lần thứ 48                            | Đạo diễn nghệ thuật/Thiết kế bối cảnh/Thiết kế cảnh vật xuất sắc nhất | Tân truyền thuyết Hầu Vương               | Đề cử       |         |
| Giải Daytime Emmy lần thứ 48                            | Hòa âm và biên tập âm xuất sắc nhất                                   | Tân truyền thuyết Hầu Vương               | Chiến thắng |         |
| Giải Daytime Emmy lần thứ 48                            | Màn trình diễn chính trong chương trình dành cho trẻ em xuất sắc nhất | Emilie Cocquerel                          | Đề cử       |         |